# Graskruid (métro de Rotterdam)
Graskruid est la première station, nord, du tronc commun de la ligne A et la ligne B du métro de Rotterdam. Elle est située dans le quartier Ommoord (nl), à proximité des quartiers Grassenbuurt et Kruidenbuurt, de la ville de Rotterdam aux Pays-Bas.
Mise en service en 1983, elle est desservie, depuis 2009, par les rames des lignes A et B du métro.

## Situation sur le réseau

Plan du métro.

Établie en surface, Graskruid, est une station de passage et de correspondance de la section de voie commune entre la ligne A et la ligne B du métro de Rotterdam. Elle est située entre les stations : Romeynshof, en direction du terminus nord de la ligne A Binnenhof, ou Hesseplaats, en direction du terminus nord de la ligne B Nesselande, et une station de la section commune Schiedam-Centre, en direction du terminus sud-ouest de la ligne A Vlaardingen-West ou du terminus sud-ouest de la ligne B Hoek van Holland-Haven,.

## Histoire
La station a été ouverte le 28 mai 1983 lorsque la ligne Est-Ouest (nl) de l'époque a été prolongée à partir de Capelsebrug jusqu'au quartier Ommoord (nl). Le nom de la station fait référence aux quartiers adjacents de Grassenbuurt (« quartiers des Graminées ») et Kruidenbuurt (« quartier des Herbes »).
La station a entièrement été rénovée en 2005 et a obtenu le nouveau style maison qui est aujourd'hui visible sur toutes les stations de métro du RET.

## Services aux voyageurs

### Accès et accueil
Située Prins Alexanderlaan 22 3086PR Rotterdam, la station dispose d'automates pour la recharge ou l'achat de titres de transport et d'abris sur son quai central. Elle est accessible aux personnes à la mobilité réduite.

### Desserte
Graskruid est desservie par les rames qui circulent sur la ligne A et sur ligne B.

### Intermodalité
Elle est desservie par un arrêt des bus de nuit BOB de la ligne B5.